# Poplar Hill Airport
Poplar Hill Airport är en flygplats i Kanada.   Den ligger i provinsen Ontario, i den sydöstra delen av landet, 1 500 km nordväst om huvudstaden Ottawa. Poplar Hill Airport ligger 328 meter över havet.
Terrängen runt Poplar Hill Airport är platt, och sluttar söderut. Trakten runt Poplar Hill Airport är nära nog obefolkad, med mindre än två invånare per kvadratkilometer.. Det finns inga samhällen i närheten.
I omgivningarna runt Poplar Hill Airport växer i huvudsak blandskog.